# Live Rushfeldt Deila
Live Rushfeldt Deila (* 15. Januar 2000 in Skien, Norwegen) ist eine norwegische Handballspielerin, die beim dänischen Erstligisten Team Esbjerg spielt.

## Karriere

### Im Verein
Live Rushfeldt Deila spielte in ihrer Jugend neben Handball auch Fußball. Das Handballspielen erlernte sie bei Reistad IL, für den auch ihre 13 Minuten ältere Zwillingsschwester Thale Rushfeldt Deila auflief. Im Jahr 2017 wechselte sie zum norwegischen Erstligisten Glassverket IF. Ein Jahr später schloss sich die Rückraumspielerin dem Ligakonkurrenten Skrim Kongsberg an. Nachdem Deila an Saisonende 2018/19 mit Skrim Kongsberg abgestiegen war, schloss sie sich dem Erstligisten Fredrikstad BK an. Ab dem Sommer 2021 stand sie beim Erstligisten Sola HK unter Vertrag. Im Dezember 2023 wechselte sie zum dänischen Erstligisten Team Esbjerg wechseln. Mit Esbjerg gewann sie 2024 die dänische Meisterschaft.

### In Auswahlmannschaften
Live Rushfeldt Deila bestritt 28 Länderspiele für die norwegische Jugendauswahl, in denen sie 47 Tore warf. Mit dieser Mannschaft gewann sie bei der U-17-Europameisterschaft 2017 die Silbermedaille. Im darauffolgenden Jahr gehörte sie dem norwegischen Aufgebot bei der U-18-Weltmeisterschaft 2018 an. Anschließend lief Deila 17 Mal für die norwegische Juniorinnenauswahl auf, mit der sie die Bronzemedaille bei der U-19-Europameisterschaft 2019 errang. Am 10. Oktober 2021 lief Deila erstmals für die norwegische B-Nationalmannschaft auf, für die sie bislang vier Partien bestritt. Am 6. April 2023 gab sie ihr Debüt für die norwegische A-Nationalmannschaft. Im Jahr 2024 gewann sie den Titel bei der Europameisterschaft. Im Turnierverlauf erzielte sie sieben Treffer.

## Sonstiges
Ihr Vater Ronny Deila spielte Fußball und ist gegenwärtig als Fußballtrainer tätig. Ihr Onkel Sigurd Rushfeldt gehörte dem Kader der norwegischen Fußballnationalmannschaft an.